# Fritz Bauer (jurist)

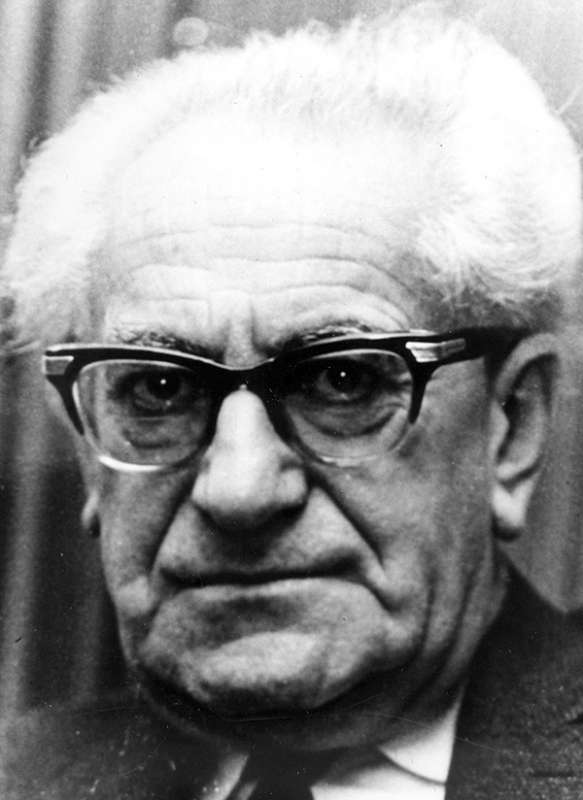
Procureur-generaal Fritz Bauer.

Fritz Bauer (Stuttgart, 16 juli 1903 - Frankfurt am Main 1 juli 1968) was een Duits jurist en magistraat. Hij verwierf nationale en internationale bekendheid door zijn rol in de opsporing van Adolf Eichmann en door het activeren van de vervolging van nazicriminelen door de Duitse rechtbanken, in de eerste plaats van de kampbewakers van Auschwitz.
De activiteiten van Bauer hebben bijgedragen tot de ontwikkeling van een democratisch rechtssysteem in Duitsland, tot de hervorming van het strafrecht met o.m. een veel latere verjaringstermijn en tot het verder vervolgen van nazicriminelen, zelfs nog in 2020.

## Levensloop
Fritz Bauer was een zoon van Ludwig Bauer en Ella Hirsch, liberale Joodse ouders. Hij zelf was atheïst. Na de middelbare school in Stuttgart, studeerde hij rechten aan de universiteiten van Heidelberg, München en Tübingen. Hij werd lid van een liberale Joodse studentenvereniging waar politieke debatten werden gevoerd. In 1928 promoveerde hij tot doctor in de rechten en begon zijn loopbaan als assistent bij de rechtbank van Stuttgart. Twee jaar later werd hij de jongste rechter van de Weimarrepubliek.
Als jonge man was hij medestichter van de Republikanischer Richterbund in Württemberg. Vanaf 1920 was hij lid van de SPD en hij werd in 1931 voorzitter van de Stuttgartafdeling van de socialistische Reichsbanner Schwarz-Rot-Gold, waarvan hij samen met Kurt Schumacher een van de gangmakers was. Kort na de machtsgreep door de nationaalsocialisten werd hij op 23 maart 1933 gearresteerd en acht maanden vastgehouden. Hij werd vrijgelaten op voorwaarde een papier te ondertekenen waarin hij zijn trouw aan het nieuwe regime verklaarde. Later heeft hij diepe spijt betuigd voor deze onderwerping aan het regime. De nieuwe wetten betreffende het beroepsverbod maakten dat hij niet meer verder als magistraat mocht fungeren.
In 1936 emigreerde hij naar Denemarken waar hij, in april 1940, na de Duitse invasie, drie maanden werd vastgehouden. In juni 1943 trouwde hij, uit voorzorg wegens zijn homoseksuele geaardheid, met de onderwijzeres Anna Maria Petersen. Zijn geaardheid heeft voor hem tot problemen geleid met de Deense justitie wegens de toen geldende wetten. Toen de deportatie van Deense Joden begon, vluchtte hij naar Zweden. Hij werkte er als archiefbediende en, met vrienden, onder wie Willy Brandt, stichtte hij het tijdschrift Sozialistische Tribüne.

## Procureur-generaal
In 1949 keerde Bauer naar Duitsland terug.

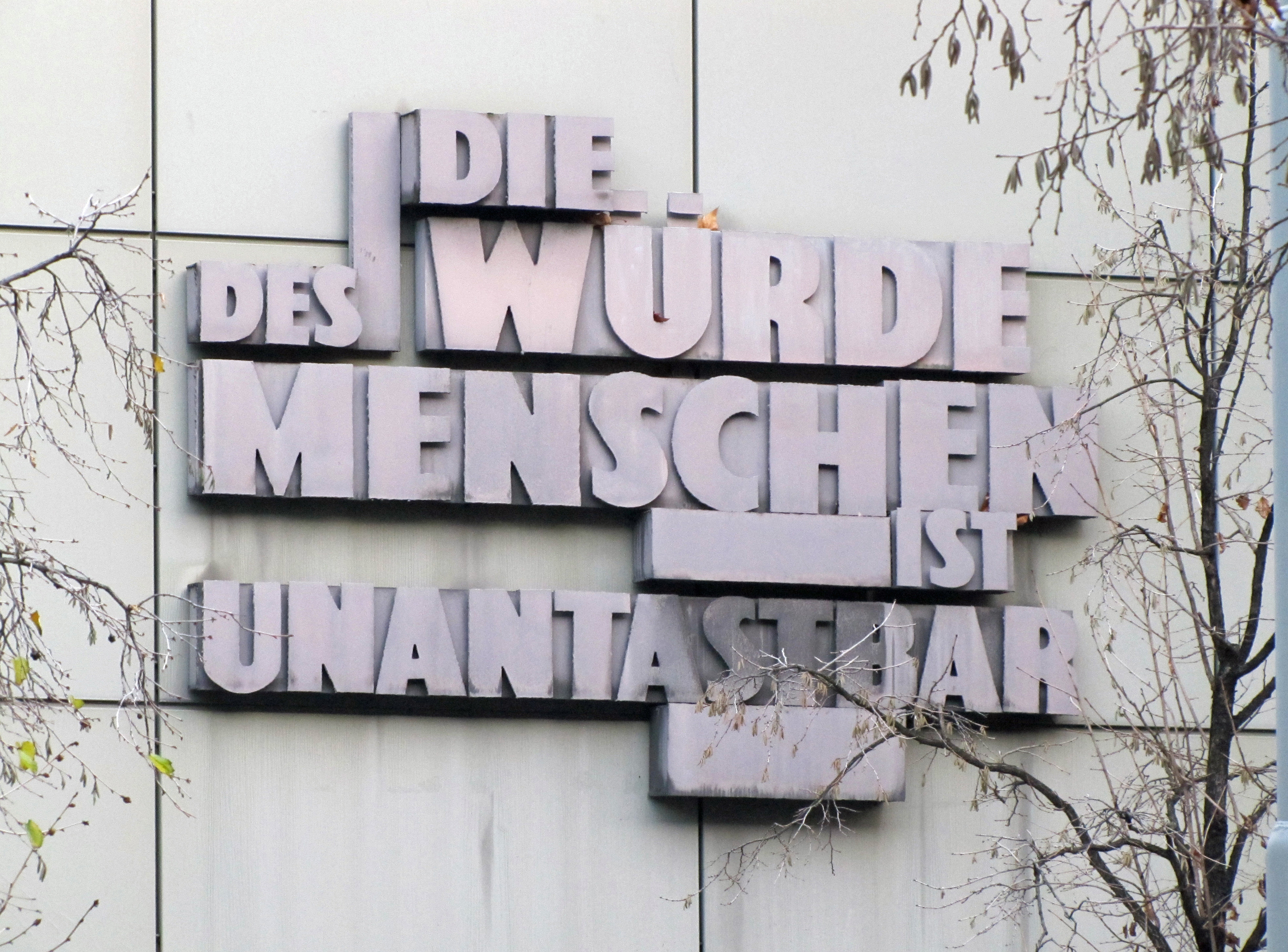
Een steen aangebracht op de gevel van het Justitiegebouw in Frankfurt met het artikel 1 van de Duitse grondwet

Hij werd rechter in Braunschweig en het jaar daarop procureur voor Braunschweig. In 1956 werd hij bevorderd tot procureur-generaal voor de staat Hessen, met zetel in Frankfurt am Main.
Een van de eerste zaken waarin hij in Braunschweig als aanklager optrad, was in 1952 het proces tegen de voormalige nazigeneraal Otto Ernst Remer. Hij kreeg er nationale bekendheid door. Het was de eerste maal dat, na de beëindiging van de naziprocessen die door de geallieerden werden gevoerd, een voormalige nazi door een Duitse rechtbank werd vervolgd. In zijn aanklacht beklemtoonde Bauer dat het Derde Rijk een 'onrechtstaat' was geweest en dat het derhalve gerechtvaardigd was een aanslag op Hitler te hebben gepleegd. Hiermee kwam hij op tegen Remer, die de auteurs van de aanslag van 20 juli 1944 had uitgescholden voor "landverraders". Hij kreeg weliswaar slechts de milde straf van drie maanden gevangenis, die hij trouwens ontweek door te emigreren, maar vooral werd het Duitse debat over het naziregime door dit proces levendig aangemoedigd.
In 1957 kreeg Bauer van een Duitser, die in Argentinië woonde, het adres van Adolf Eichmann. Omdat het Duitse justitieapparaat aan alle kanten tegenwerkte, gaf hij de informatie door aan de Israëlische Mossad, na verkregen toezeggingen van David Ben Gurion. 
Eichmann werd ontvoerd naar Israël en aldaar veroordeeld en geëxecuteerd.
In 1959 begon Bauer aan het onderzoek naar vroegere SS-kampbewakers in Auschwitz. Dit leidde tot het eerste proces in dit soort, dat in 1963 tegen 22 vroegere kampbewakers werd gevoerd, ondertussen 'deftige burgers' geworden. Niet alleen ging dit slechts om een kleine groep onder de meer dan 5000 gekende kampbewakers van dit vernietigingskamp, maar ze werden tot geringe straffen veroordeeld. Het belang was vooral dat hiermee een nationale en internationale aanzet werd gegeven tot de veel grotere erkenning van wat de Holocaust was geweest. 
Ondanks of vanwege de grote erkenning die Bauer ten deel viel, bleef hij omstreden binnen het rechterlijk apparaat van de Duitse Bondsrepubliek. Zelf verklaarde hij ooit: "In der Justiz lebe ich wie im Exil."
Zijn activiteit was nochtans essentieel voor het ontwikkelen van een grondwettelijk justitieel apparaat  en voor het consequent uitbannen van het nationaalsocialistisch onrecht. De strafprocessen die van 1963 tot 1981 tegen de kampbewakers werden gevoerd, droegen hier in aanzienlijke mate toe bij. Het "Wir haben es nicht gewusst" kon niet langer meer worden ingeroepen en de jonge generaties riepen de vorige generaties ter verantwoording. Zonder Bauer was dit wellicht niet of alvast veel minder gebeurd.
Een verdere stap die hij wilde zetten was het gerechtelijk apparaat zuiveren van de rechters die onder het Derde Rijk hadden gediend, en ongestoord hun ambt in de Bondsrepubliek verder uitoefenden.
Hij werd echter op 1 juli 1968 dood in zijn bad aangetroffen. Er werd druk gespeculeerd of het om een aanslag ging, maar het bleek uiteindelijk wel dat hartfalen de oorzaak was. Sommige van zijn strafrechtelijke inspanningen werden door andere procureurs voortgezet, maar niet die tegen de nazirechters.
Bauer werd gecremeerd en zijn urn werd op de begraafplaats van Göteborg bijgezet.

## Publicaties
- Die Kriegsverbrecher vor Gericht Zürich, Neue Internationale Bibliothek, 1945.
- Das Verbrechen und die Gesellschaft, München, Ernst Reinhardt, 1957.
- Wurzeln nazistischen Denkens und Handelns, Frankfurt, 1960.
- Die Wurzeln faschistischen und nationalsozialistischen Handelns, Mainz, 1961.
- Widerstandsrecht und Widerstandspflicht des Staatsbürgers, in: Vorträge gehalten auf der Landestagung rchlichen Bruderschaft in Hessen und Nassau. Generalstaatsanwalt Fritz Bauer, Frankfurt, Stimme–Verlag, 1962.
- Sexualität und Verbrechen. Beiträge zur Strafrechtsreform, Frankfurt, Fischer TB, 1963.
- Die neue Gewalt. Die Notwendigkeit der Einführung eines Kontrollorgans in der Bundesrepublik Deutschland, München, 1964.
- Widerstand gegen die Staatsgewalt. Dokumente der Jahrtausende, Frankfurt, Zusammenst. & Komm. F. B. – Fischer TB 1965.
- Die Wurzeln faschistischen und nationalsozialistischen Handelns, Frankfurt, 1965.
- Auf der Suche nach dem Recht, Stuttgart, 1966.
- Die Reformbedürftigkeit der Strafrechtsreform, München, 1966.
- Alternativen zum politischen Strafrecht, Berlijn, 1968.
- Vom kommenden Strafrecht, Karlsruhe, 1969.
- Die Humanität der Rechtsordnung. Ausgewählte Schriften, Frankfurt, 1998, ISBN 3-593-35841-7.
- Nach den Wurzeln des Bösen fragen, in: Forschungsjournal Soziale Bewegungen, Berlijn, 2015.

## Eerbetoon
Tot lang na de oorlog en zelfs een hele tijd na zijn overlijden, was het slechts weinigen bekend welke belangrijke rol Fritz Bauer had gespeeld. Vanaf het jaar 1988 en vooral na 2000 verschenen tal van publicaties en films over hem. Hierdoor en dankzij vele publieke eerbetuigingen kreeg zijn reputatie zowel nationaal als internationaal meer aanzien. 

### Monumenten

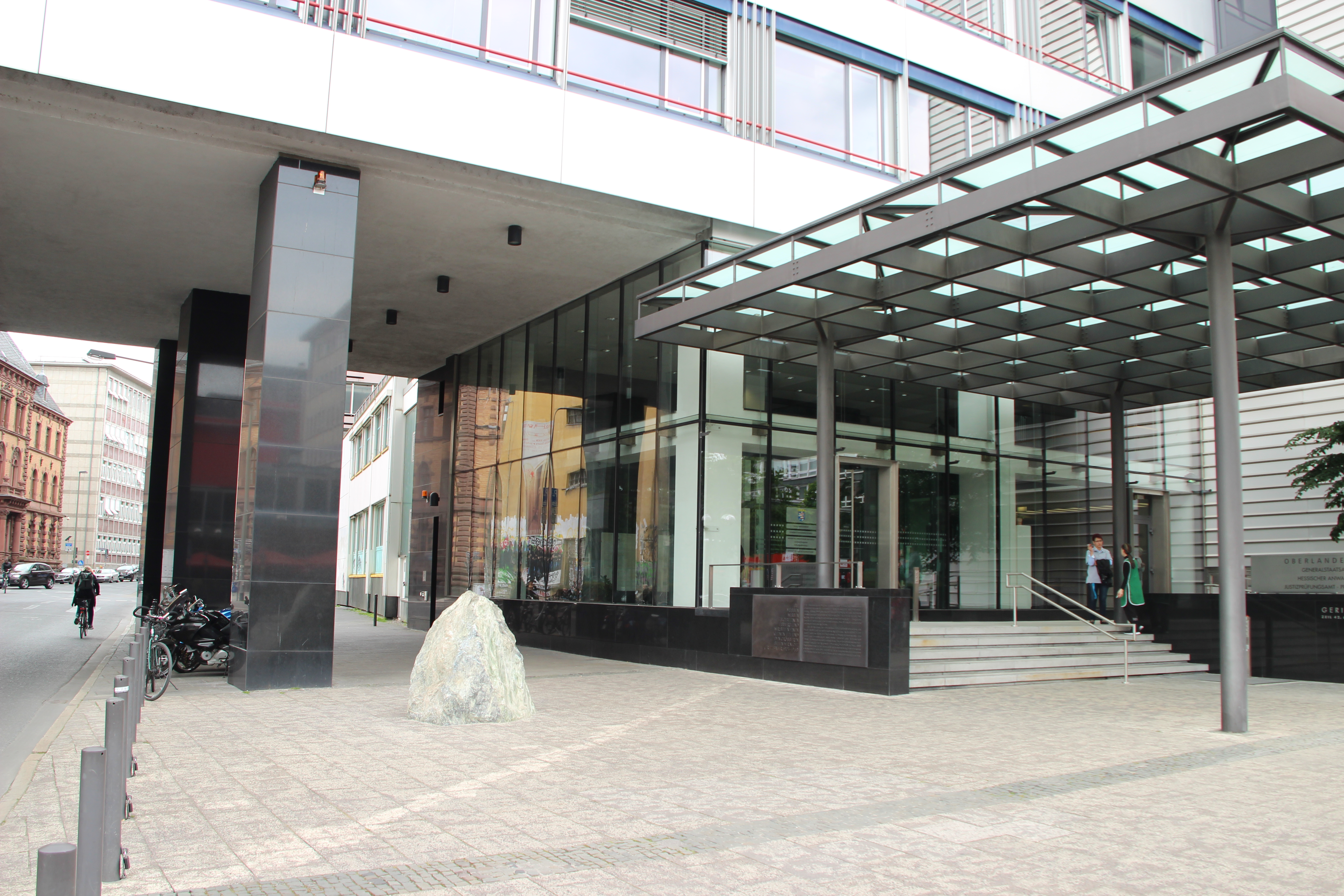
Gedenksteen Fritz Bauer aan de ingang van het gerechtsgebouw in Frankfurt

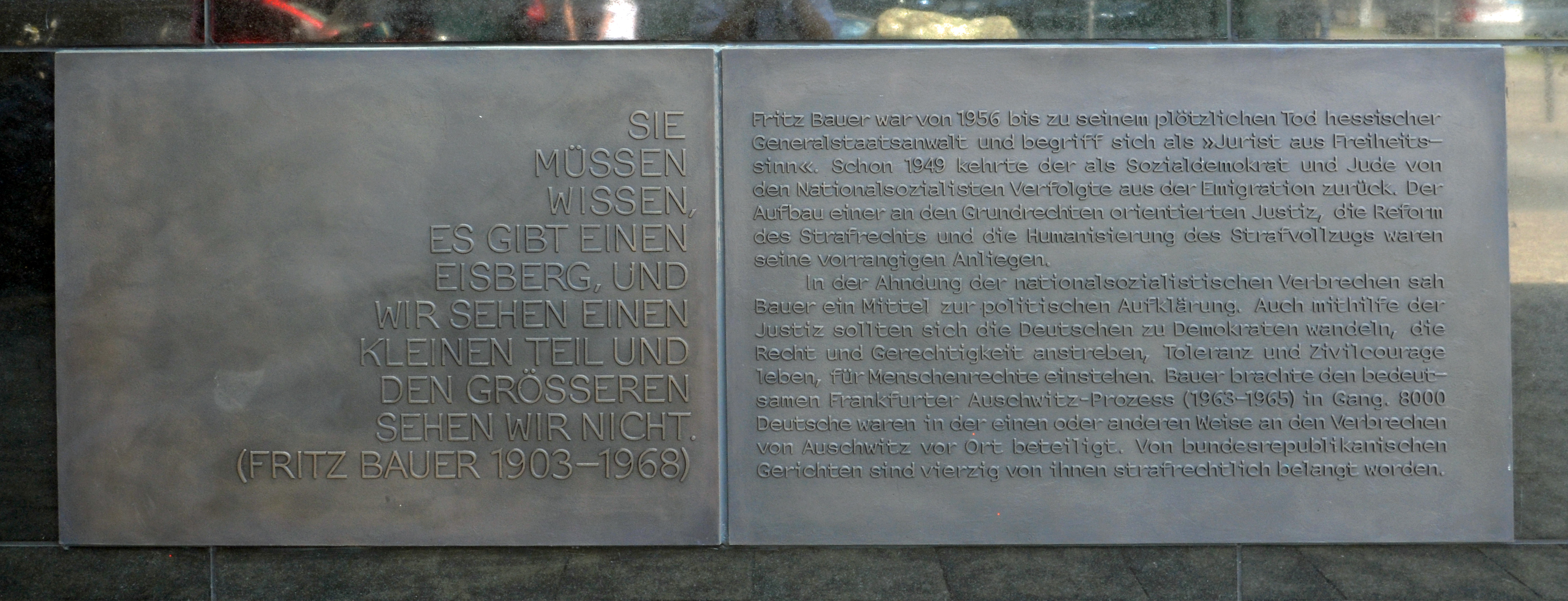
Verklarende tekst aan de ingang van het gerechtsgebouw in Frankfurt

- Een gedenksteen is aangebracht bij de ingang van het gerechtsgebouw in Frankfurt.
- Het topje van de ijsberg (2016), een natuursteen van 4,5 ton (2016), is door Tamara Grcic bewerkt en geplaatst voor het gerechtshof van Frankfurt am Main. Het monument herinnert aan een zin van Bauer over het nazisme: "Sie müssen wissen, es gibt einen Eisberg und wir sehen einen kleinen Teil und den größeren sehen wir nicht".
- Een borstbeeld van Bauer werd in juli 2020 geplaatst in het foyer van het Ministerie van Justitie in Berlijn, gemaakt door de Russisch-Joodse beeldhouwer Pavel Feinstein.

### Prijzen
- In 1961 stichtte Bauer samen met Gerhard Szczesny de burgerrechtenvereniging Humanistische Union. Na zijn dood is door deze vereniging jaarlijks of tweejaarlijks een Fritz-Bauer-Preis uitgereikt.
- In 2014 werd door het Duitse Ministerie van Justitie een Fritz Bauer Studienpreis für Menschenrechte und juristische Zeitgeschichte ingesteld, voor de bekroning van studies gewijd aan leven en werk van Fritz Bauer.

### Instituten
- Het Fritz Bauer Institut zur Geschichte und Wirkung des Holocaust werd in 1995 in Frankfurt opgericht en bekommert zich om de geschiedenis van de Holocaust.
- Het Justitiegebouw in Darmstadt kreeg de naam Fritz-Bauer-Haus.
- In Sankt Augustin kreeg de gemeenteschool in 2017 de naam Fritz-Bauer-Gesamtschule.

### Straten

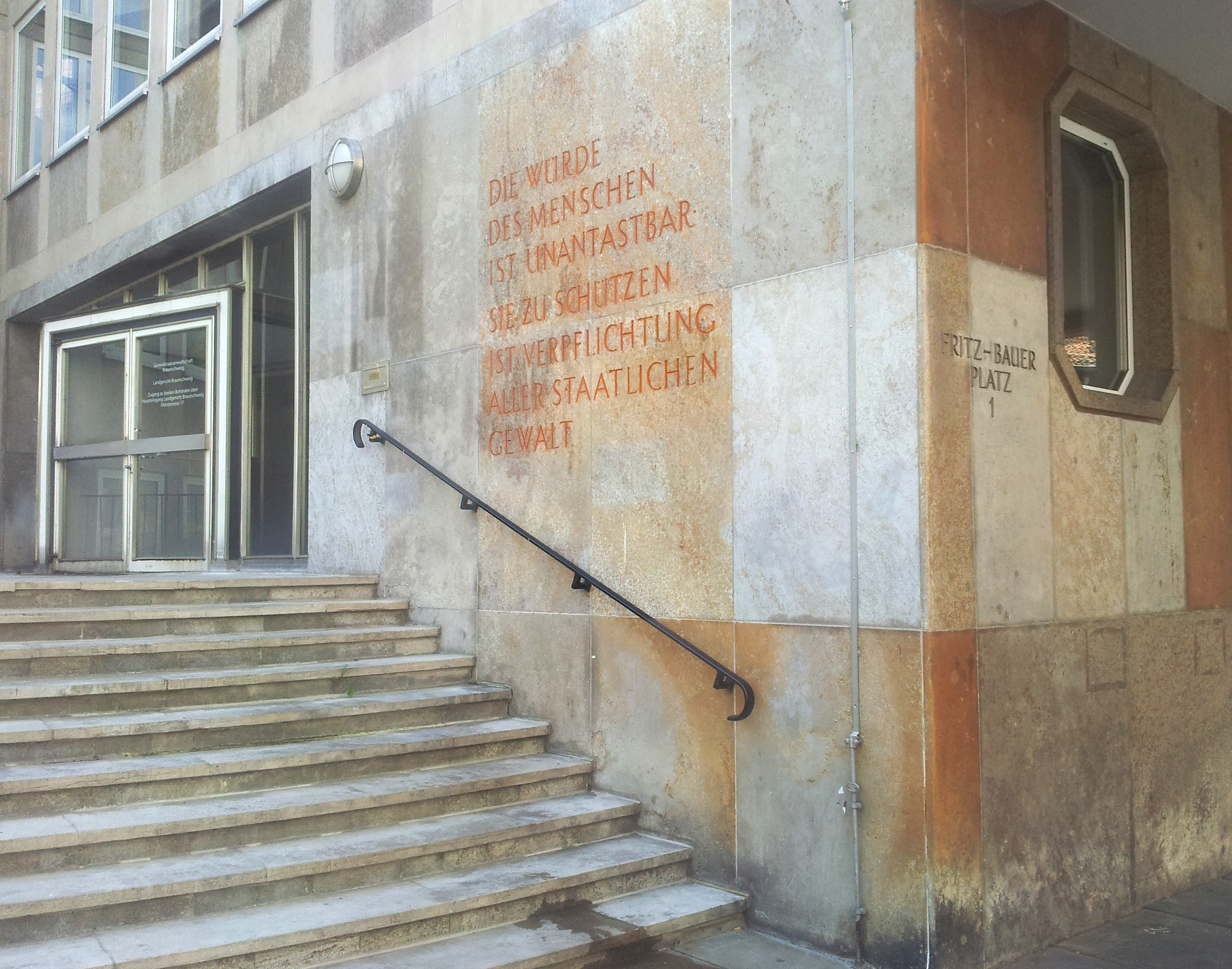
Hoek van de Fritz-Bauer-Platz in Braunschweig, met op de muur de tekst van artikel 1 van de Duitse Grondwet

- In 2011 kwam een Fritz-Bauer-Straße in een nieuwe wijk van Frankfurt.
- In 2012 kreeg een plein in het centrum van Braunschweig de naam Fritz-Bauer-Platz.
- In Tübingen werd in 2017 de Scheefstraße omgedoopt in Fritz-Bauer-Straße.
- In München (Aubing-Lochhausen-Langwied) werd in 2017 een straat naar hem genoemd.

### Zalen
- In de rechtbank van Stuttgart is de grote zaal naar Fritz Bauer genoemd.
- De grote zaal waar in Frankfurt de Auschwitzprocessen plaatsvonden, werd in 2019 naar Bauer genoemd.
- De binnenplaats van het Ministerie van Justitie in Berlijn kreeg in 2020 de naam Fritz-Bauer-Foyer.

### Postzegels
- In 2017 werd voor de Duitse Post door Klaus Staeck een portret van Bauer gemaakt, dat prijkt op postzegels.
- Op 2 november 2019 bracht Deutsche Post in de reeks Aufrechte echte Demokraten een Fritz Bauer-postzegel uit, als strijder voor de democratie.

### Evenement
- Op de herdenkingsdag van 1 juli 2018, eerde president Frank-Walter Steinmeier Fritz Bauer als een van de sleutelfiguren in de jonge Duitse democratie.

## Films over Fritz Bauer
- Alexander Kluge, Abschied von gestern, 1966.
- David Wittenberg, Die Würde eines jeden Menschen. Erinnern an Fritz Bauer, Deutschland, 1995.
- Ilona Ziok, Fritz Bauer – Tod auf Raten, 2010.
- Peter Hartl & Andrzej Klamt, Mörder unter uns – Fritz Bauers Kampf, 2013.
- Im Labyrinth des Schweigens, film door Giulio Ricciarelli met Gert Voss als Fritz Bauer, 2014.
- Der Staat gegen Fritz Bauer, film door Lars Kraume met Burghart Klaußner als Fritz Bauer, 2015.
- Die Akte General, tv-drama door Stephan Wagner met Ulrich Noethen als Fritz Bauer, 2016.